# Rio Vienne
O rio Vienne (em occitano:  Vinhana) é um rio do centro-oeste da França, afluente do rio Loire. Da nascente até a foz, o rio Vienne faz um percurso total de 372 km, por paisagens muito diversificadas. Dá nome a dois departamentos Haute-Vienne e Vienne. Entre as cidades mais importantes que banha encontram-se Limoges, Confolens, L'Isle-Jourdain, Chauvigny, Châtellerault e Chinon.
De entre os seus afluentes destaca-se o rio Creuse. O rio tem peixes migratórios, como a enguia e o salmão, e também um teleósteo, a lampreia. é navegável em 83 km, entre Chitré (Vienne) e a sua foz, não tendo eclusas. Serve para a refrigeração da central nuclear de Civaux.
Percorre as seguintes comunas:
- Departamento de Corrèze: Peyrelevade
- Departamento de Creuse
- Departamento de Alto Vienne: Eymoutiers, Saint-Léonard-de-Noblat, Limoges, Aixe-sur-Vienne, Saint-Junien
- Departamento de Carântono: Chabanais, Confolens
- Departamento de Vienne: L'Isle-Jourdain, Lussac-les-Châteaux, Chauvigny, Châtellerault
- Departamento de Indre-et-Loire: L'Île-Bouchard, Chinon

Entre os principais afluentes estão:
- O rio Creuse, que nele conflui a norte de Châtellerault
- O rio Clain, que passa em Poitiers, e que nele conflui em Châtellerault
- O rio Briance, que nele conflui em Condat-sur-Vienne
- O rio Taurion, que nele conflui a norte de Saint-Priest-Taurion